# 2017년 10월 14일 모가디슈 폭탄 테러
2017년 10월 14일 소말리아 모가디슈에서 여러차례 트럭 폭탄 테러가 발생하여 350명 이상이 사망하고 450명 이상이 부상당하는 사건이 발생하였다.